# Сергеев, Алексей Тихонович
Алексе́й Ти́хонович Серге́ев (1919—1998) — советский российский певец (бас), педагог. Народный артист СССР (1967). Лауреат Государственной премии (1978).

## Биография
Родился 24 января 1919 года в селе Герасимовка (ныне в Тамбовском районе, Тамбовская область), в семье крестьян Тихона Лукьяновича и Фёклы Сергеевны Сергеевых.
После смерти отца в 1924 году вместе с матерью переехал в посёлок Красный Боевик. Мать работала на Пороховом заводе (за хорошую работу одной из первых на заводе была награждена орденом Ленина).
Учился в школе № 1. В 1934 году вместе с друзьями записался в драмкружок заводского Дворца культуры, где исполнял роли в различных постановках. После окончания школы в 1938 году успешно сдал вступительные экзамены в ГИТИС в Москве. Но вместо актёрского дела решил обучиться искусству пения. Проучившись год в Музыкальном училище при Московской консерватории, был призван в армию и направлен в ансамбль песни и пляски Московского военного округа, а с 1940 года — артист хора Краснознамённого ансамбля красноармейской песни и пляски СССР. Позже продолжал учиться в музыкальном училище, а затем в консерватории, где пел в оперной студии. В годы войны выступал на фронтах.
Из воспоминаний певца:

Это было в конце 1942 года, под Вишерой. Наши только что выбили немцев из села. Вокруг — разбитые хаты, сожжённые строения, но бойцы рады нам, артистам. Я пел тогда «Священную войну» А. В. Александрова. И вот с этой песней бойцы шли в бой.

С 1950 по 1984 год — солист Ансамбля песни и пляски Советской Армии им. А. В. Александрова.
Композитор В. П. Соловьёв-Седой говорил о певце:

Певец владеет тончайшими оттенками чувств — и гнев, и нежность, и любовь, и лихая русская удаль равно доступны ему, и зал, затаив дыхание, затихший и завороженный, внемлет солисту, чтобы через несколько минут взорваться аплодисментами.

В 1968 году окончил Музыкально-педагогический институт имени Гнесиных по классу пения у Е. В. Иванова.
В числе постоянного репертуара были произведения русской и западно-европейской классики, в том числе арии из опер и романсы М. И. Глинки, П. И. Чайковского, С. В. Рахманинова, народные песни («Ты взойди, солнце красное», «Из-под дуба», «Вдоль по Питерской» и др.) и сочинения советских авторов («Поэма об Украине» А. В. Александрова, «Песня о Днепре» М. Г. Фрадкина и др.).
С огромным успехом проходили выступления в концертах вместе с ансамблем в СССР и в других странах — Англии, Бельгии, Франции, Италии, Канаде, Японии, Мексике. Вместе с ансамблем объехал более 20 стран мира. На счету певца множество сольных концертов.
С 1983 года преподавал в ГИТИСе.
Член КПСС с 1956 года.
Алексей Тихонович Сергеев умер 16 января 1998 года. Похоронен на Троекуровском кладбище .

## Награды и премии
- Заслуженный артист РСФСР (1959)
- Народный артист РСФСР (1961)
- Народный артист СССР (1967)
- Государственная премия СССР (1978) — за концертные программы последних лет
- Орден Красной Звезды
- Орден «Знак Почёта»
- Орден Отечественной войны 2-й степени
- Медаль Жукова
- Медаль «За боевые заслуги»
- Медаль «За доблестный труд. В ознаменование 100-летия со дня рождения Владимира Ильича Ленина»
- Медаль «За победу над Германией в Великой Отечественной войне 1941—1945 гг.»
- Медаль «Двадцать лет Победы в Великой Отечественной войне 1941—1945 гг.»
- Медаль «Тридцать лет Победы в Великой Отечественной войне 1941—1945 гг.»
- Медаль «Сорок лет Победы в Великой Отечественной войне 1941—1945 гг.»
- Медаль «50 лет Победы в Великой Отечественной войне 1941—1945 гг.»
- Медаль «За доблестный труд в Великой Отечественной войне 1941—1945 гг.»
- Медаль «В память 800-летия Москвы»
- Медаль «В память 850-летия Москвы»
- Медаль «Ветеран Вооружённых Сил СССР»
- Медаль «30 лет Советской Армии и Флота»
- Медаль «40 лет Вооруженных Сил СССР»
- Медаль «50 лет Вооруженных Сил СССР»
- Медаль «60 лет Вооруженных Сил СССР»
- Медаль «70 лет Вооруженных Сил СССР»
- Медаль «За безупречную службу» 1 степени
- Орден Полярной Звезды (Монголия)